# Leviellus stroemi
Espèce
Synonymes
- Zilla stroemi Thorell, 1870

Leviellus stroemi est une espèce d'araignées aranéomorphes de la famille des Araneidae.

## Distribution
Cette espèce se rencontre en écozone paléarctique. Elle a été observée en Europe, au Kazakhstan, en Sibérie et en Corée du Sud.

## Description

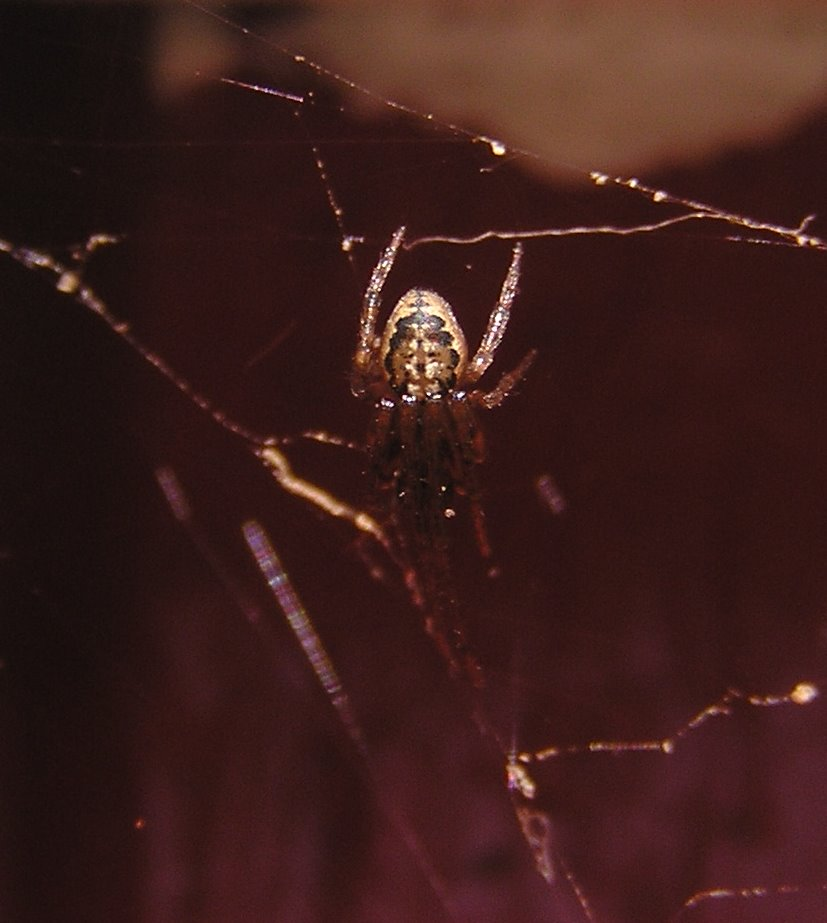
Leviellus stroemi

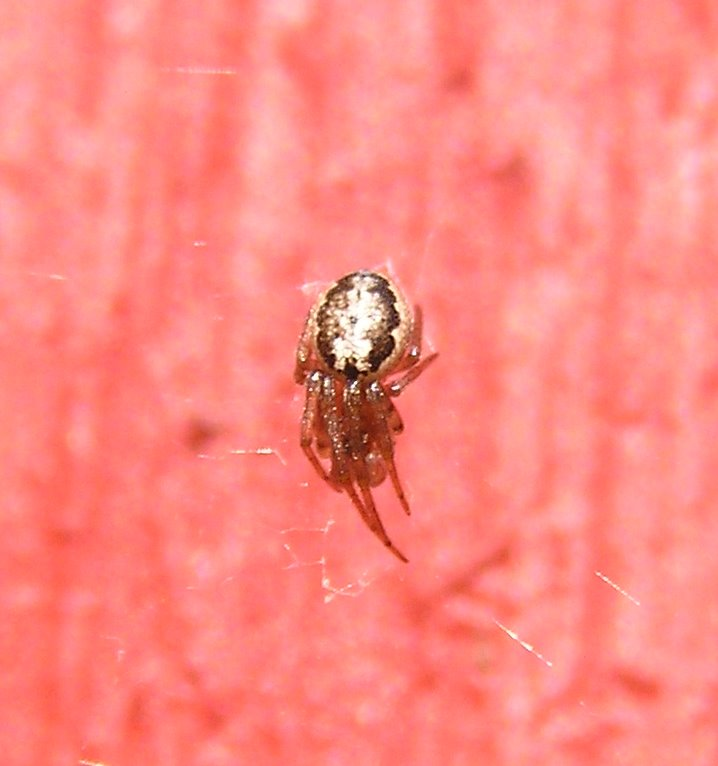
Leviellus stroemi

Le mâle décrit par Levi en 1974 mesure 3,4 mm et la femelle 4,5 mm.

## Systématique et taxinomie
Cette espèce a été décrite sous le protonyme Zilla stroemi par Thorell en 1870. Elle est placée dans le genre Zygiella par Locket et Millidge en 1953, dans le genre Stroemiellus par Wunderlich en 2004 puis dans le genre Leviellus par Gregorič, Agnarsson, Blackledge et Kuntner en 2015.

## Publication originale
- Thorell, 1870 : Remarks on synonyms of European spiders. Part I. Uppsala, p. 1-96 (texte intégral).